# Red Saunders
Theodore Dudley 'Red' Saunders (Memphis (Tennessee), 2 maart 1912 – Chicago, 5 maart 1981) was een Amerikaanse jazzdrummer en orkestleider. Hij speelde ook vibrafoon en pauken.

## Biografie
Saunders werd geboren in Memphis, Tennessee en verhuisde na de dood van zijn moeder met zijn zus naar Chicago. Hij volgde drumlessen terwijl hij naar een kostschool in Milwaukee ging, ontving een muziekbeurs aan de Universiteit van Texas in Austin en werd een professionele muzikant in 1928, spelend in de band van Stomp King. Vervolgens bracht hij enkele jaren door in het land als drummer met de Walkathonians van Ira Coffey, een band die speelde op competitieve walkathon-evenementen, voordat hij lid werd van de revue Harlem Scandals van Curtis Mosby. Toen hij in 1934 terugkeerde naar Chicago, trad hij toe tot een band onder leiding van Tiny Parham in de Savoy Ballroom en werd daarna een bekende drummer in clubs en hotels in Chicago. In 1937 trad Saunders toe tot de huisband van Club DeLisa, aanvankelijk onder leiding van pianist Albert Ammons en vervolgens kort door saxofonist Delbert Bright, voordat hij de rol van orkestleider zelf overnam.
Saunders hield de controle over de clubband van Club DeLisa en speelde elke avond vier tot zes shows, totdat de club in 1958 werd gesloten, afgezien van een pauze tussen 1945 en 1947, toen hij een kleinere band leidde op andere locaties in Chicago en Indianapolis. Onder zijn sidemen bevonden zich Leon Washington, Porter Kilbert, Earl Washington, Sonny Cohn, Ike Perkins, Riley Hampton, zanger Joe Williams en Mac Easton. Onder de arrangeurs die hij in dienst nam waren Johnny Pate en Sun Ra.
Hij maakte zijn eerste opnamen als orkestleider eind 1945 voor Savoy Records en begeleidde later rhythm-and-bluesartiesten als T-Bone Walker, Big Joe Turner, Sugar Chile Robinson, Rosetta Tharpe, Willie Mabon, Little Brother Montgomery en LaVern Baker (toen vermeld als "Miss Sharecropper") op sessies. Hij bleef jarenlang onder zijn eigen naam opnemen met relatief weinig commercieel succes, tot begin 1952 toen hij het traditionele kinderliedje Hambone opnam bij Okeh Records, met Dolores Hawkins en The Hambone Kids (waaronder Dee Clark), waarmee hij enkele r&b-hitlijsten bereikte. In 1956 nam hij op met Guy Warren op Warrens album Africa Speaks — America Answers! Ondanks zijn regelmatige optreden en onwil om op pad te gaan, speelde Saunders ook met Duke Ellington, Louis Armstrong en Woody Herman. Hij bleef een band leiden in het Regal Theatre in Chicago tot in de jaren 1960 en speelde met Little Brother Montgomery en Art Hodes op het New Orleans Jazz Festival in de jaren 1970.

## Privéleven en overlijden
Saunders ontmoette zijn vrouw Ella, toen deze werkte als koormeisje en ze speelden in dezelfde show in Californië. Saunders en zijn vrouw en hun twee kinderen waren het onderwerp van een serie WPA-foto's die in april 1942 in Chicago waren gemaakt door fotograaf Jack Delano, waarbij hun achternaam abusievelijk was overgeschreven als 'Sounders'. Red Saunders overleed in maart 1981 op 69-jarige leeftijd.
- Bibliothèque nationale de France: cb13959323t (data)
- International Standard Name Identifier: 0000 0003 6188 7859
- Library of Congress Control Number: no99050639
- MusicBrainz: bb199312-9d69-4e68-bf1e-b855ddf32339
- Virtual International Authority File: 221795050
- WorldCat: E39PBJcrcY96ffBYXPBTCt7GpP